# A túlélők keresése
A túlélők keresése (angolul: Survivor's Quest) Timothy Zahn 2004-ben megjelent Csillagok háborúja könyve. Az Amerikai Egyesült Államokban a Del Rey 2004. február 1-jén adta ki a kemény borítású kiadást, míg a puhakötésű könyvet 2004. december 1-jén adták ki. A könyv az 1998-ban megjelent A jövő látomása című könyv folytatása. A könyv borítójának grafikáját Steven D. Anderson készítette.
A könyv cselekménye a Yavini csata után 22 évvel játszódik.

## Magyarul
- A túlélők keresése; ford. Szente Mihály; Szukits, Szeged, 2008

## Fordítás
- Ez a szócikk részben vagy egészben  a   Survivor's Quest című angol Wikipédia-szócikk ezen változatának fordításán alapul.  Az eredeti cikk szerkesztőit annak laptörténete sorolja fel. Ez a jelzés csupán a megfogalmazás eredetét és a szerzői jogokat jelzi, nem szolgál a cikkben szereplő információk forrásmegjelöléseként.